# 四複合六角柱
在幾何學中，四複合六角柱（英語：Compound of four hexagonal prisms），是一種凹多面體，屬於星形多面體，結構是四個六角柱的複合體。這可以被看作是多面體和星形多面體的複合體。此均勻多面體複合體是四個六角柱的對稱排列的，對稱於八面體的對稱軸。

## 直角坐標系
在此複合體中的頂點的直角坐標系為:
(±1, ±(1−√6), ±(1+√6))

## 凸包
四复合六角柱的凸包是非均匀的大斜方截半立方体。